# فيفيان روبنسون
فيفيان روبنسون (16 مايو 1897 ببرستل في المملكة المتحدة - 28 فبراير 1979 في المملكة المتحدة) (بالإنجليزية: Vivian Robinson)‏ هو لاعب كريكت بريطاني (وحمل سابقاً جنسية المملكة المتحدة لبريطانيا العظمى وأيرلندا). لعب مع نادي مقاطعة غلوستر للكريكت ‏.

## وصلات خارجية
- فيفيان روبنسون على موقع إي آس بي آن كريك إنفو (الإنجليزية)